# Сарлак
Сарла́к (рос. Сарлак, башк. Сарлаҡ) — присілок у складі Мелеузівського району Башкортостану, Росія. Входить до складу Мелеузівського сільської ради.
Населення — 334 особи (2010; 214 в 2002).
Національний склад:
- башкири — 60%